# Acoris
Acoris o Jenemmaatra-Hakor,(391 aC. - 379 aC.) va ser el faraó més important de la dinastia XXIX d'Egipte.
Manetó, segons Juli Africà i Eusebi de Cesarea, el denomina Acoris i comenta que va regnar tretze anys. És citat a la Crònica Demòtica.
Egipte havia estat aliat de la ciutat grega d'Esparta. Havien lluitat plegats contra Pèrsia durant 400 anys. Tanmateix, Acoris va haver de cercar nous aliats. Va concertar aliances, amb Evàgores I, el rei de Salamina, que era a l'exili i Acoris el va portar novament a Xipre el 387 aC., on li va servir com a virrei d'Egipte. I va signar un tractat amb Atenes el 389 aC, que posseïa una gran marina de guerra.
Els tres aliats van controlar la mediterrània oriental, fent a l'Egipte quasi invulnerable als atacs perses. Artaxerxes hauria d'enviar el seu exèrcit al llarg de la costa, entre Ghazza i Pelusium, exposant als seus soldats a atacs per mar si desitjava recuperar el seu perdut Egipte.
Artaxerxes va concertar un tractat de pau amb Esparta i d'altres ciutats gregues el 386 aC., per centrar-se en una guerra contra Egipte. El 385 i 383 aC. els seus generals van atacar Egipte. Tanmateix van ser rebutjats per soldats egipcis i mercenaris grecs, enviats pel general atenès Càbries. Acoris podia contraatacar, i les tropes egípcies van lluitar a Fenícia i Cilícia. Per a Egipte, aquesta victòria suposava el principi d'un període de gran prosperitat.
En aquesta època es van encunyar les primeres monedes egípcies per pagar els mercenaris.
Acoris va ordenar un ambiciós programa edificatori en llocs com Karnak, Letòpolis, Memfis, Elefantina, Medinet Habu i Saqqara.

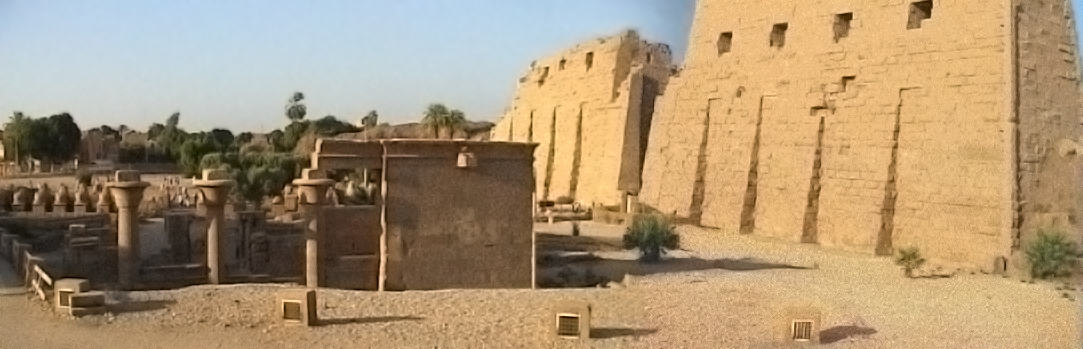
Capella d'Acoris, junt al primer piló del temple de Karnak.